# Desmolaza
Desmolazy – enzymy, które katalizują tworzenie i niszczenie wiązań między atomami węgla w cząsteczce. Enzymy te odgrywają znaczącą rolę w procesach oddychania i fermentacji. Desmolazy biorą udział w tworzeniu steroidów.
Przykładami desmolaz są:
- CYP11A1 czyli 20,22-desmolaza. Przetwarza cholesterol w pregnenolon.
- CYP17A1 czyli 17,20-desmolaza lub 17α-hydroksylaza; przetwarza pregnenolon w 17-hydroksypregnenolon, progesteron w 17-hydroksyprogesteron, i kortykosteron w kortyzol.
- enzymy dodawane pod koniec procesu warzenia piwa w celu usunięcia posmaku diacetylu[2].